# Cosmodes elegans
Espèce
Cosmodes elegans est une espèce de lépidoptère de la famille des Noctuidae.
On le trouve en Australie, sur l'île Norfolk et en Nouvelle-Zélande.
La larve se nourrit de Lobelia inflata, et d'espèces de Verbena et de Wahlenbergia.

## Synonyme
- Phalaena elegans